# Avenue U (stacja metra na Sea Beach Line)
Avenue U – stacja metra nowojorskiego, na linii N. Znajduje się w dzielnicy Brooklyn, w Nowym Jorku i zlokalizowana jest pomiędzy stacjami Kings Highway i  86th Street. Została otwarta 22 czerwca 1915.